# التنبراک
التنبراک (به آلمانی: Altenbrak) یک منطقهٔ مسکونی در آلمان است که در تاله واقع شده‌است.

## خصوصیات
التنبراک ۱۹٫۴۳ کیلومترمربع مساحت دارد ۳۴۰ متر بالاتر از سطح دریا واقع شده‌است.